# Campsicnemus mirabilis
Campsicnemus mirabilis là một loài ruồi đã tuyệt chủng của họ Dolichopodidae. Nó là loài đặc hữu của quần đảo Hawaii.
Nó là một trong những loài ruồi không biết bay đặc hữu của quần đảo. Nó không được cho là có lối sống trên cây, nhưng hầu hết các mẫu vật đều được tìm thấy trong bộ lọc lá cây.
Người ta tin rằng loài này và các loài khác cùng chi có thể đã tuyệt chủng. Chúng được mô tả là có nhiều ở địa phương khi được thu thập vào năm 1907 trên Đỉnh Tantalus, nhưng không còn được tìm thấy vào những năm 1980. Một lý do cho sự tuyệt chủng của chúng được cho là do các loài kiến săn mồi thuộc giống Pheidole du nhập vào, nhưng các yếu tố khác, bao gồm mất môi trường sống, cũng có thể là nguyên nhân.
Loài này được miêu tả lần đầu và xếp vào chi Emperoptera bởi Percy H. Grimshaw vào năm 1902. Sau này nó được chuyển sang chi Campsicnemus bởi Hardy & John vào năm 1964. Tuy nhiên, vào năm 1997, Neal Evenhuis đã xếp lại loài này vào chi Emperoptera, sau khi đã chỉ ra được bằng chứng để chứng minh sự tương đồng giữa hai chi Emperoptera và Campsicnemus.